# Joaquim Xavier Neves
Joaquim Xavier Neves (Paranaguá, 1793 — São José, 4 de abril de 1872) foi um militar e político brasileiro.

## Vida
Filho de Jacinto Xavier Neves e de Joaquina Ananias Dorotéa de Jesus. Ainda na infância fixou-se em São José. Casado com Felicidade Firmina de Sousa Neves. Pai de Gaspar Xavier Neves. Sua filha Joaquina Ananias Neves casou com Jacinto José da Luz, pai de Hercílio Luz.
Possuía grande extensão de terras no Vale do Cubatão, nas imediações de Caldas do Norte, atualmente município de Águas Mornas, constituindo a Fazenda do Sacramento, no caminho para Lages. Esta fazenda já estava estabelecida com grande progresso em 1837, como pode-se constatar do Discurso pronunciado na abertura da Assembleia Legislativa da província de Santa Catarina na 1ª sessão ordinária da 2ª legislatura de 1838, 17º da independência e do império, pelo respectivo presidente o brigadeiro João Carlos Pardal, em 1 de março de 1838:

... Os Selvagens denominados Bugres apparecerão no principio de Verão do anno passado, em trez differentes logares da Provincia: 1º na Fazenda do Tenente Coronel Cypriano Coelho Rodrigues, denominada Bom Retiro, na estrada de Lages pelo Trombudo, aonde só algum estrago fizerão em gado; depois na Fazenda do Tenente Coronel Joaquim Xavier Neves, nas Caldas do Cubatão. Aqui roubarão, e destruirão toda a mobilia, roupa, utensis da lavoura, e engenho; mas nenhum mal fizerão ás Pessôas...

...marchou do Município de S. Jozé huma Força de 42 homens commandada pelo mencionado Tenente Coronel Joaquim Xavier Neves; em seguimento dos selvagens para os batter, e perseguindo-os por tempo de cinco dias, documento nº I, em que sempre encontrou Ranchos dellel, e vestigios da sua retirada, não pôde todavia encontral-os. Tendo sahido na estrada os perseguio até o Campo da Boa Vista, donde se prezume, que os referidos Selvagens se encaminharão para o Itajahy, em cujas vertentes se crê que elles tem hum alojamento.
Faleceu em sua fazenda em 4 de abril de 1872, sendo sepultado dois dias depois no Cemitério da Igreja Matriz de Santo Amaro da Imperatriz.

## Carreira
Tenente-coronel da Guarda Nacional em São José, quando foi proclamada a República Juliana. Foi eleito presidente da mesma por um colégio eleitoral, em 7 de Agosto de 1839, porém não assumiu o cargo por ter sido impedido de deslocar-se até Laguna pelas forças imperiais, que foi então assumido pelo vice, o padre Vicente Ferreira dos Santos Cordeiro, seu tio. Apesar do envolvimento com a república, foi-lhe dado pelo governo imperial o comando dos Batalhões da Terra Firme como chefe de legião, tendo sido chamado pelo presidente da província ao Palácio do Governo e o informado que seria responsabilizado por qualquer tentativa de sublevação que ocorresse em São José.
Recepcionou o casal imperial, D. Pedro II e Teresa Cristina, quando os mesmos desembarcaram no trapiche em São José em 29 de outubro de 1845, por ocasião da visita às fontes termais de Santo Amaro da Imperatriz.
Joaquim Xavier Neves foi nomeado em 1846 pelo presidente da província Antero José Ferreira de Brito para viabilizar a instalação de um núcleo colonial nas imediações de suas terras. Julgou que a colônia projetada fosse instalada mas margens do rio dos Bugres, afluente do Cubatão, incluindo também terras das quais havia requerido posse seu filho Gaspar Xavier Neves.
Foi nomeado coronel honorário de 1ª Linha do Exército, em 1 de março de 1855.
Foi 3° vice-presidente da província de Santa Catarina, ocupando a presidência de 11 de agosto a 22 de novembro de 1869, por ocasião da exoneração do titular, Carlos Augusto Ferraz de Abreu, passando o cargo ao 2° vice-presidente, Manuel do Nascimento da Fonseca Galvão.
Foi deputado à Assembleia Legislativa Provincial de Santa Catarina na 4ª legislatura (1842 — 1843), como suplente convocado, na 7ª legislatura (1848 — 1849), como suplente convocado, na 10ª legislatura (1854 — 1855), na 12ª legislatura (1858 — 1859), e na 13ª legislatura (1860 — 1861).